# Tatsuro Inui
Tatsuro Inui (乾 達朗 Inui Tatsuro?), född 30 januari 1990 i Chiba prefektur, är en japansk fotbollsspelare.
Inui började sin karriär 2008 i JEF United Chiba. Efter JEF United Chiba spelade han för Albirex Niigata Singapore, Warriors FC, SC Sagamihara, Geylang International FC, Thai Honda FC, Blaublitz Akita och Nagaworld FC.